# زبان اشاره موریسی
زبان اشاره موریسی زبان اشاره‌ای است که توسط ناشنوایان و کم شنوایان در موریس استفاده می‌شود.